# France aux Jeux mondiaux de 1989
Cet article contient des informations sur la participation et les résultats de la France aux Jeux mondiaux de 1989 à Karlsruhe en Allemagne de l'Ouest.

## Médailles

### Or
| Sport              | Discipline                   | Sportifs                                       |
| Médailles d'or : 7 |                              |                                                |
| Boules             | Pétanque - Triple Hommes     | Didier Choupay Christian Fazzino Daniel Voisin |
| Gymnastique        | Tumbling - Individuel Femmes | Chrystel Robert                                |
| Karaté             | Kumite -53 kg Femmes         | Catherine Girardet                             |
| Karaté             | Kumite -60 kg Femmes         | Catherine Belrhiti                             |
| Ski nautique       | Slalom Hommes                | Patrice Martin                                 |
| Ski nautique       | Figures Hommes               | Patrice Martin                                 |
| Tir à l'arc        | Classique Femmes             | Catherine Pellen                               |

### Argent
| Sport                  | Discipline                                 | Sportifs            |
| Médailles d'argent : 6 |                                            |                     |
| Gymnastique            | Trampoline - Individuel Hommes             | Fabrice Schwertz    |
| Gymnastique            | Tumbling - Individuel Hommes               | Pascal Éouzan       |
| Karaté                 | Kumite +60 kg Femmes                       | Marie-Ange Legros   |
| Roller                 | Patinage de vitesse - 20 000 mètres Hommes | Olivier Babonneau   |
| Sauvetage sportif      | 200 mètres avec obstacles Hommes           | Pierre-Charles Cocu |
| Sauvetage sportif      | Tétrathlon Hommes                          | Pierre-Charles Cocu |

### Bronze
| Sport                   | Discipline                                 | Sportifs            |
| Médailles de bronze : 6 |                                            |                     |
| Culturisme              | Poids moyens Hommes                        | Daniel Ocussieu     |
| Force athlétique        | Poids lourds Hommes                        | Jean-Pierre Brulois |
| Gymnastique             | Tumbling - Individuel Hommes               | Christophe Lambert  |
| Karaté                  | Kumite open Hommes                         | Marc Pyrée          |
| Roller                  | Patinage de vitesse - 20 000 mètres Hommes | Pascal Gravouil     |
| Sauvetage sportif       | 100 mètres combiné Hommes                  | Pierre-Charles Cocu |